# 渡辺英雄
渡辺 英雄（わたなべ ひでお、1973年8月25日 - ）は、日本の俳優、声優、ナレーター。東京都出身。リベルタ所属。

## 略歴
勝田声優学院第16期卒業生。
以前はマウスプロモーションに所属していた。

## 人物
趣味はゴスペル、料理。特技はバスケットボール、スノーボード。

## 出演

### テレビCM
- 星のドラゴンクエスト
- サッポロ 黒ラベル
- モンダミン プレミアムケア
- セブンイレブン AXO
- ネスカフェ ドルチェグスト
- 小林製薬 糸ようじ
- バイエル キラップ
- スクールIE
- ドワンゴジェイピー
- チヨダ
- マルエツ

### テレビアニメ
1999年
- スーパーマン（ステッペンウルフ将軍）

2002年
- ジャスティス・リーグ（ステッペンウルフ将軍）
- パタパタ飛行船の冒険（商人A）

2003年
- 金色のガッシュベル!!（ゴーレンのパートナー、村の魔物）
- 最遊記RELOAD（2003年 - 2004年、妖怪、村人、銀閣） - 2シリーズ
- ビリー&マンディ（フレッド・フレッドバーガー）
- 無人惑星サヴァイヴ（大トカゲ）
- 無限戦記ポトリス（トルーパーC）

2004年
- エルフェンリート（マユの父、刑事B、警官B）
- ごくせん（八田先生）
- NARUTO -ナルト-（2004年 - 2006年、大名、木ノ葉の忍、音松、大政、キクスケ / 菊之丞 他）
- 爆裂天使（若者A）
- ヒットをねらえ!（御木本真也、矢沢憲一、立壁昌也）
- ビリー&マンディの大冒険（フレッド・フレッドバーガー）
- ふたりはプリキュア（警部）
- BLEACH（二組担当教官、十三番隊隊員 他）
- 魔法少女隊アルス（魔族騎兵C）
- 焼きたて!!ジャぱん（孔雀のクー、SP、観客、衛兵、医者 他）

2005年
- 英國戀物語エマ（係員）
- 格闘美神 武龍（生徒A）
- ギャラリーフェイク（マッド、兵士、演出家、試験官）
- CLUSTER EDGE（兵士）
- タイドライン・ブルー（艦長）
- ルパン三世 天使の策略 〜夢のカケラは殺しの香り〜（チンピラB）

2006年
- オーバン・スターレーサーズ（オンダイ）
- 結界師（多頭）
- 西の善き魔女 Astraea Testament（兵）
- ふたりはプリキュア Splash Star（ウザイナー、コロネ）
- プレイボール2nd（桜井）

2007年
- おじゃる丸（帽子屋の店員）
- NARUTO -ナルト- 疾風伝（2007年 - 2013年、由良、ダイマル、砂の里の忍）

2008年
- GUNSLINGER GIRL -IL TEATRINO-（アルフォンソ）
- キャシャーン Sins（ロボット）
- テイルズ オブ ジ アビス（神託の盾兵）

2009年
- 戦国BASARA（2009年 - 2010年、ナレーション、茶屋の主人、織田兵、彦次） - 2シリーズ

2010年
- リングにかけろ1 影道編（魔風）

2011年
- C（酔った客、アントレ、男）
- トリコ（美食屋）

### 劇場アニメ
2004年
- 劇場版 NARUTO -ナルト- 大活劇!雪姫忍法帖だってばよ!!（映画館主）
- NITABOH 仁太坊-津軽三味線始祖外聞

2009年
- 劇場版 NARUTO -ナルト- 疾風伝 火の意志を継ぐ者（参）
- 映画 プリキュアオールスターズDX みんなともだちっ☆奇跡の全員大集合!（ウザイナー）

2011年
- 劇場版 戦国BASARA -The Last Party-（ナレーション）
- トリコ 3D 開幕!グルメアドベンチャー!!（ユーシャ）
- 映画 プリキュアオールスターズDX3 未来にとどけ! 世界をつなぐ☆虹色の花（ウザイナー）

2012年
- 虹色ほたる 〜永遠の夏休み〜（CMの声）

### ゲーム
1998年
- 精霊召喚 〜プリンセス オブ ダークネス〜

2001年
- センチメンタルグラフティ〜約束（担任、大人ランナー、同級生2）

2003年
- イースI・II エターナルストーリー（ダレス）
- 侍道2（武士）
- バテン・カイトス 終わらない翼と失われた海（ゲオルグ、スキード）
- ルパン三世 海に消えた秘宝（部下C）

2004年
- アーマード・コア ネクサス
- センチメンタルプレリュード
- フルハウスキス（五宝直士）

2005年
- キングダム ハーツII
- スペクトラルフォースクロニクル（チク、リガイン、ファバージュ）
- 戦国BASARAシリーズ（ナレーション、兵士）
- NAMCO x CAPCOM（琵琶法師、ベンジャミン大久保彦左衛門、Z、ソロ）
- 風雲 幕末伝（山崎丞）

2006年
- デジモンセイバーズ アナザーミッション（ベルゼブモン、バルバモン）
- ファイナルファンタジーXII
- BLEACH 〜放たれし野望〜（シェミハーザ）
- フルハウスキス2（五宝直士）
- ふたりはプリキュア Splash Star パンパカゲームでぜっこうちょう!（ウザイナー、コロネ）

2007年
- ルパン三世 ルパンには死を、銭形には恋を
- ローグギャラクシーディレクターズカット（モラーティ手下）

2012年
- トリコ グルメモンスターズ!（グロット）

### CD
- フルハウスキス2 ラジオCD〜今夜は俺がご主人様だ〜オフィシャルファンブックVol.4（五宝直士）
- 花春酒造 ドラマCD『彼岸獅子の入城』（竹村幸之進[9]）

### 吹き替え
- アクトレス
- アルマゲドン
- ER XII 緊急救命室 #3（トリムボディ〈ジェフリー・スタブルフィールド〉）
- イン・ハー・シューズ
- WITHOUT A TRACE/FBI 失踪者を追え!（第2シーズン#10:ラルフ、第3シーズン#:ケビン、第5シーズン#14、第6シーズン#12）
- LAX
- 刑事トム・ソーン 声なき目撃者（ジェレミー・ビショップ）
- 最後の恋のはじめ方
- サハラに舞う羽根
- 幸せのレシピ
- スパイダーマン3
- TOUCH/タッチ
- 24 -TWENTY FOUR-
- トランスポーター
- トリコロールに燃えて
- ニュースの天才
- パーマネント ミッドナイト
- PAN AM/パンナム
- ピーター・パン
- ファイアー・ファイト
- プライベート・プラクティス3
- ペイチェック 消された記憶 ※テレビ朝日版
- ボディ・オブ・プルーフ2 死体の証言（ジェームズ・サヴェージ）
- ボーン・スプレマシー
- ミディアム6 霊能者アリソン・デュボア
- 名探偵モンク3
- ワンナイト・イン・モンコック

### 吹き替え（アニメ）
- ガジェット警部 最後の事件
- チキン・リトル

### 舞台
- 「夏の夜の夢」あうるすぽっと
- 朗読劇「有明を渡る翼」佐賀エスプラッツホール
- 「残夏-1945-」再演 座・高円寺
- 「帽子屋さんのお茶の会」再演 ウッディシアター中目黒
- 「帽子屋さんのお茶の会」ウッディシアター中目黒
- 「残夏-1945-」座・高円寺 / 広島・長崎
- 「てるてる坊主の照子さん」帝国劇場 / 御園座
- 「夫婦善哉」明治座
- 「二十四の瞳」御園座
- 「さんにん姉妹」しもきた空間リバティ
- 「有明をわたる翼」アクロス福岡
- 「戦場の目」新宿 SPACE107
- 「奥さまの冒険」梅田コマ劇場
- 「小林幸子公演」博多座
- 「ウォールフラワー」エコー劇場
- 「八月の鯨」アイピット目白

他多数